# Owen (nome)
Owen è un nome proprio di persona inglese, gallese e irlandese maschile .

## Varianti
- Gallese: Owain[3], Yvain[3], Ywain[3]
  - Femminili: Owena[3]
- Irlandese: Eoghan[4], Eogan, Éogan, Ewan[4], Euan[4], Ewen[4]

## Origine e diffusione
Il nome inglese e gallese e quello irlandese sono due nomi differenti, sebbene omografi.
Il primo è la forma moderna di Owain, che potrebbe essere una forma gallese di Eugenio, oppure potrebbe derivare dal termine eoghunn, "giovinezza"; in tal caso, è affine per significato a Ebe, Giunone e Giovenale. Tale nome venne portato da diverse figure della storia e della mitologia gallese, fra le quali Owain (o Yvain in alcune fonti francesi, da cui potrebbe discendere l'italiano Ivano) uno dei cavalieri della Tavola rotonda nelle leggende del ciclo arturiano, a sua volta ispirato ad Owain mab Urien, un principe gallese del VI secolo che lottò contro gli Angli.
Il secondo Owen, invece, è la forma anglicizzata di Eoghan, parallelamente ad Ewan, Euan ed Ewen, che sono quindi sue varianti: Eoghan significa forse "nato dall'albero del tasso" in irlandese, ma è anche possibile che sia - anch'esso - una variante di Eugenio. È portato da diverse figure leggendarie o semileggendarie irlandesi, come ad esempio un figlio di Niall dei Nove Ostaggi, Eoghan.

## Onomastico
Non vi sono santi con questo nome, che quindi è un adespota. L'onomastico ricorre il 1º novembre, giorno di Ognissanti o, in alternativa, lo stesso giorno di Eugenio, se viene tenuta in considerazione la possibile derivazione comune.

## Persone

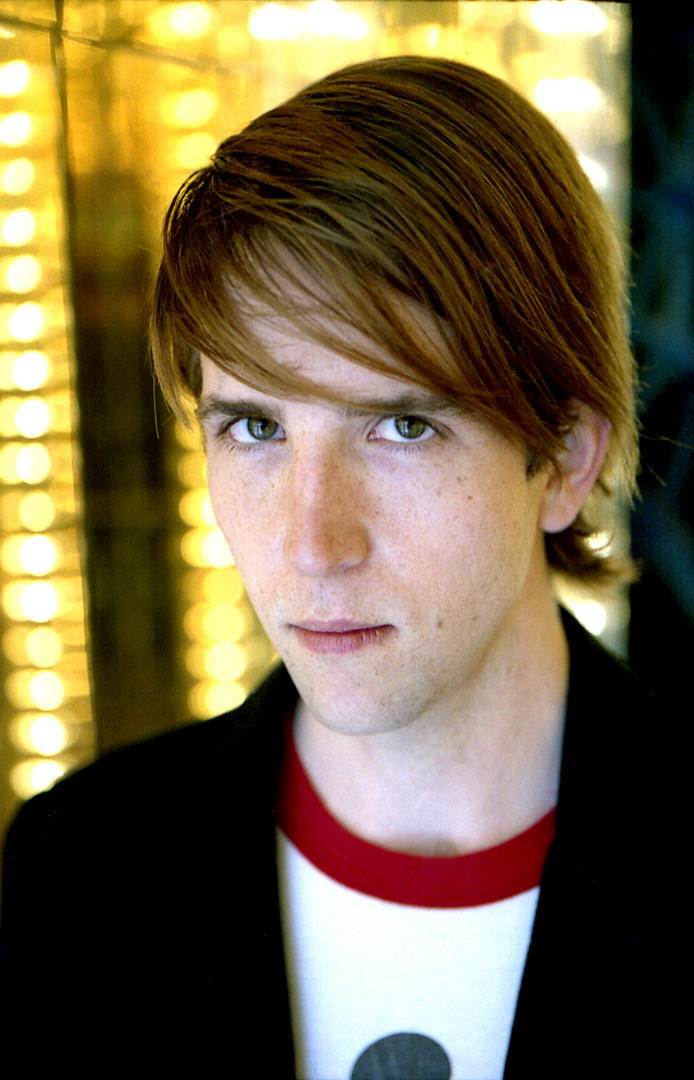
Owen Pallett

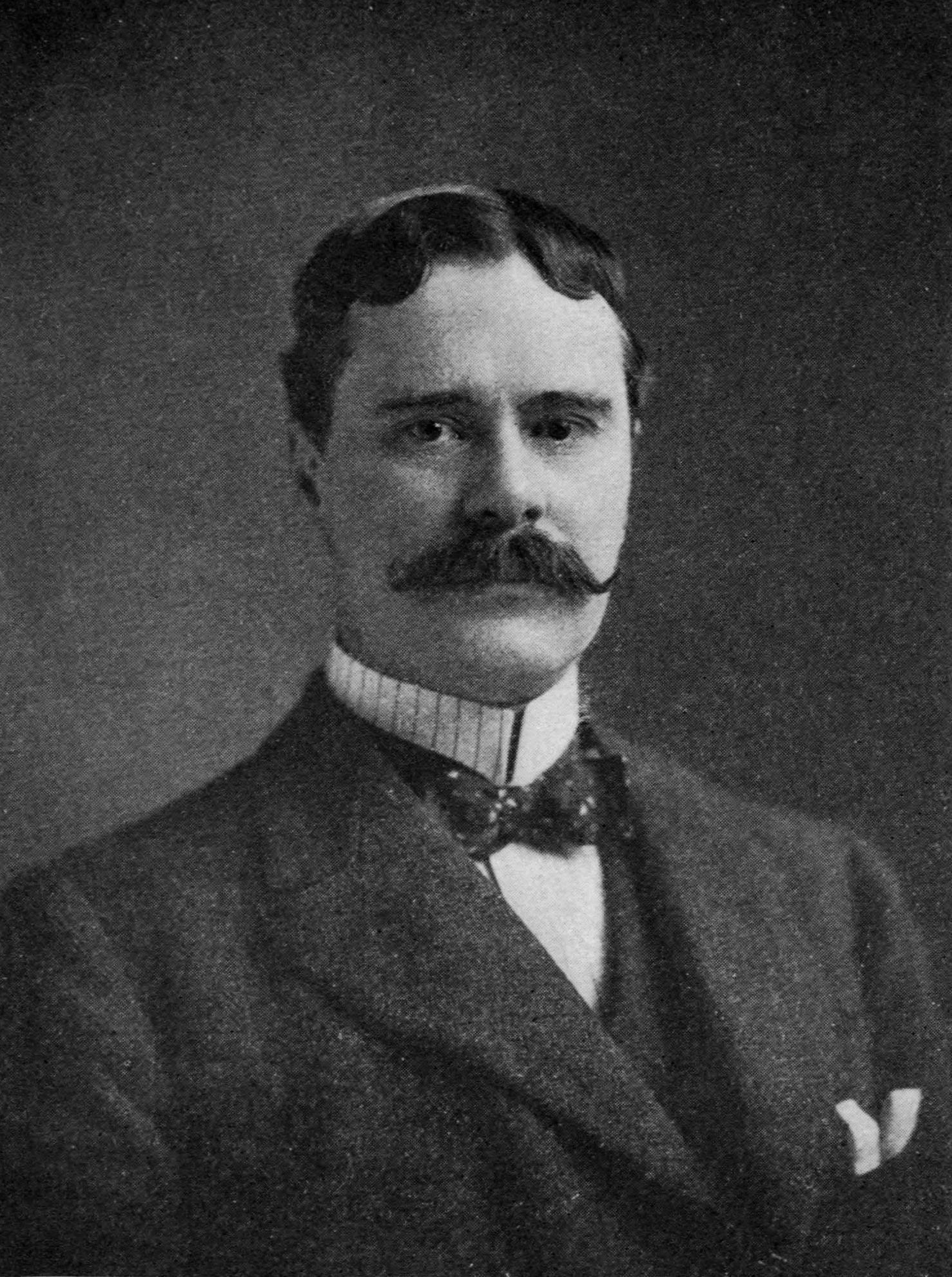
Owen Wister

- Owen Chamberlain, fisico statunitense
- Owen Chase, navigatore e scrittore statunitense
- Owen Coyle, allenatore di calcio e calciatore scozzese naturalizzato irlandese
- Owen Daniels, giocatore di football americano statunitense
- Owen Davidson, tennista australiano
- Owen Farrell, rugbista a 15 britannico
- Owen Finegan, rugbista a 15 e allenatore di rugby australiano
- Owen Franks, rugbista a 15 neozelandese
- Owen K. Garriott, astronauta e ingegnere statunitense
- Owen Garvan, calciatore irlandese
- Owen Hargreaves, calciatore britannico
- Owen Hart, wrestler canadese
- Owen Heary, calciatore irlandese
- Owen Horwood, politico sudafricano
- Owen McCann, cardinale sudafricano
- Owen McKibbin, modello statunitense
- Owen Moore, attore irlandese naturalizzato statunitense
- Owen Moran, pugile inglese
- Owen Morris, produttore discografico britannico
- Owen Roe O'Neill, militare irlandese
- Owen Pallett, compositore, violinista e pianista canadese
- Owen Willans Richardson, fisico britannico
- Owen Roizman, direttore della fotografia statunitense
- Owen Schmitt, giocatore di football americano statunitense
- Owen Tudor, militare e cortigiano gallese
- Owen Wells, cestista e allenatore di pallacanestro statunitense
- Owen Wilson, attore e sceneggiatore statunitense
- Owen Wister, scrittore statunitense
- Owen D. Young, economista statunitense

### Variante Owain
- Owain ap Hywel, re del Deheubarth

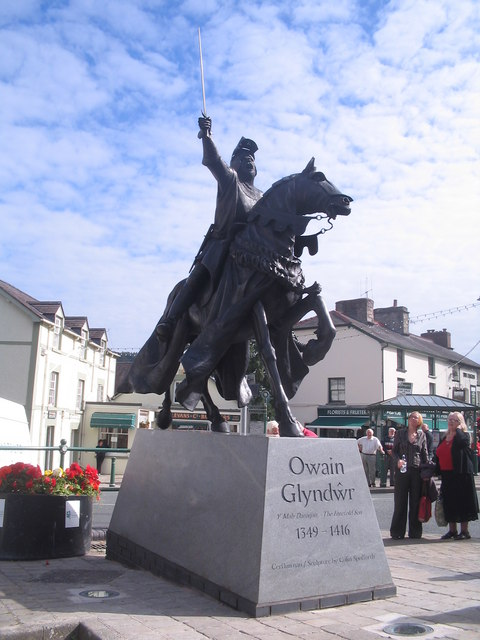
Owain Glyndŵr

- Owain ap Tomas ap Rhodri, soldato gallese
- Owain Ddantgwyn, sovrano del Rhôs
- Owain del Dyfed, re del Dyfed
- Owain Goch ap Gruffydd, sovrano di Gwynedd
- Owain Glyndŵr, principe del Galles
- Owain Gwynedd, re del Galles del nord
- Owain mab Urien, sovrano del Rheged settentrionale
- Owain Tudur Jones, calciatore gallese
- Owain Yeoman, attore gallese

### Variante Ewan

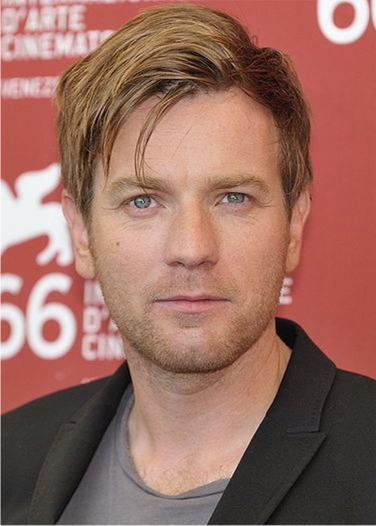
Ewan McGregor

- Ewan Barr, astronomo statunitense
- Ewan McGregor, attore scozzese
- Ewan Stewart, attore scozzese

### Variante Ewen
- Ewen Bremner, attore scozzese
- Ewen McKenzie, rugbista a 15 e allenatore di rugby australiano

### Variante Eogan
- Éogan, sovrano irlandese
- Eógan mac Néill, re di Ailech
- Eógan I di Strathclyde, re di Strathclyde
- Eogan II di Strathclyde, re di Strathclyde

### Variante femminile Owena
- Owena Walcott, vero nome di Ona Munson, attrice statunitense

## Il nome nelle arti
- Owen Archer è un personaggio dei romanzi di Candace Robb.
- Owen Hunt è un personaggio della serie televisiva Grey's Anatomy.
- Owen Knight è un personaggio della soap opera Beautiful.
- Owen Lars è un personaggio dell'universo di Guerre stellari.
- Owen Mercer è un personaggio dei fumetti DC Comics.
- Owen è un personaggio di A Tutto Reality.